# Moazzam Malik

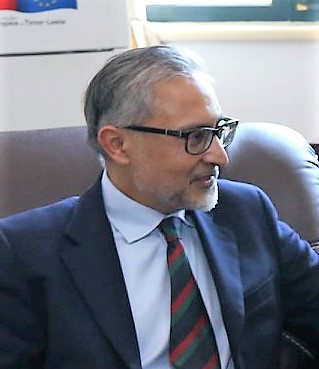
Moazzam Malik (2019)

Moazzam Tufail Malik CMG (* in London) ist ein britischer Diplomat.

## Werdegang
Moazzam schloss ein Studium an der London School of Economics ab. Außerdem hat er einen Mastertitel der University of Oxford und ein Diplom der ACCA.
Moazzam arbeitete ursprünglich als Wirtschaftswissenschaftler im akademischen, privatwirtschaftlichen und non-profit-Bereich. Von 2003 bis 2005 war er Principal Private Secretary der Baroness Valerie Amos und danach Berater Entwicklungsminister Hilary Benn.
In Pakistan und Irak leitete Moazzam Projekte des britischen Entwicklungshilfeministerium (DFID). 2006 schrieb er mit am White Paper zur Entwicklungshilfe „Making Governance Work for the Poor“. Von 2006 bis 2010 war Moazzam DFID-Direktor für die Vereinten Nationen, Konflikte und Humanitären Angelegenheiten. Dazu gehörte auch die Verantwortung für die Hilfen nach der Tsunami von 2004 und dem Zyklon Nargis in Myanmar 2008. Ab 2013 war Moazzam amtsführender Generaldirektor der Abteilung für internationale Entwicklungshilfe. Er war Mitglied des Beratergremiums für die britische überparteiliche Parlamentariergruppe zu Konflikten und des Beratergremiums des UN-Generalsekretär für den Central Emergency Revolving Fund.
Moazzam wurde 2014 zum britischen Botschafter in Jakarta, mit Zuständigkeit für Indonesien, Osttimor und den ASEAN ernannt. Das Amt hatte er bis 2019 inne.

## Sonstiges
Moazzam war der erste britische Botschafter muslimischen Glaubens in Indonesien. Für seinen Posten in Jakarta lernte er in fünf Monaten die Landessprache Bahasa Indonesia. Er ist verheiratet mit Rachel Malik und hat einen Sohn und zwei Töchter.